# هانك بيل
هانك بيل (بالإنجليزية: Hank Bell)‏ مواليد 21 يناير 1892 في لوس أنجلوس - الوفاة 4 فبراير 1950 في هوليوود، كاليفورنيا، الولايات المتحدة، هو ممثل أمريكي بدأ مسيرته الفنية سنة 1920. شارك في قرابة 371 فلما. امتدت مسيرته الفنية لأكثر من 30 عاما. من أعماله فيلم الحديد الأزرق.

## روابط خارجية
- هانك بيل على موقع IMDb (الإنجليزية)
- هانك بيل على موقع أول موفي (الإنجليزية)
- هانك بيل على موقع قاعدة بيانات الفيلم (الإنجليزية)